# بيت طلحة (السدة)

تعديل مصدري - تعديل

بيت طلحة محلة تابعة لقرية ذي شمار، التابعة لعزلة التويتي بمديرية السدة إحدى مديريات محافظة إب في الجمهورية اليمنية.، بلغ تعداد سكانها 24 حسب تعداد اليمن لعام 2004.